# Алгоритмізація
Алгоритмізація (algorithmization) — розділ інформатики, метод опису систем або процесів шляхом створення алгоритмів їх функціонування. Алгоритмізація процесів — опис процесів мовою математичних символів для одержання їх алгоритму. Розрізняють також алгоритмізацію обчислень, алгоритмізацію навчального процесу тощо.